# Discipline ecclésiastique
Ne doit pas être confondu avec Règlement ecclésiastique.
Pour les articles homonymes, voir Discipline.
À l'origine, la discipline ecclésiastique est l'ensemble des questions disciplinaires pour les membres d’une église.

## Dans l'Église catholique
Dans l'Église catholique romaine, le droit canonique traite les questions de discipline ecclésiastique.
Au Moyen Âge, le terme est abondamment utilisé dans le cadre de la Réforme grégorienne pour dénoncer les abus du clergé : nicolaïsme (problème du mariage des clercs), simonie (trafic de biens spirituels), investiture des clercs par les laïcs, etc.

## Dans les Églises réformées
Dans les Églises de tradition réformée, la discipline ecclésiastique permet de « former » de véritables Églises, avec des ministres formés et consacrés, et des fidèles « fidèles ».